# Bârza
Bârza es una comuna ubicada en el distrito de Olt, Rumania. Está ubicada en el sur del país a una distancia aproximada de 150 km al oeste de Bucarest.

## Superficie
Posee una superficie de 23,47 kilómetros cuadrados.

## Demografía
Hasta 2021 la población era de 2303 habitantes, con una densidad de población de 98,13 habitantes por kilómetro cuadrado.